# Armin Burmeister
Armin Burmeister ist ein ehemaliger deutscher Basketballspieler.

## Werdegang
Mit dem Nachwuchs des TuS 04 Leverkusen wurde er zweimal deutscher B-Jugend- (1972, 1973) und zweimal deutscher A-Jugendmeister (1973, 1974).
In Leverkusens Bundesliga-Mannschaft bestritt Burmeister zwischen 1975 und 1979 eine Gesamtanzahl von 86 Bundesliga-Einsätzen, in denen er einen Mittelwert von 3,5 Punkten erzielte. Er wurde mit Leverkusen 1976 und 1979 deutscher Meister sowie 1976 DBB-Pokalsieger. Burmeister kam ebenfalls zu Einsätzen im Europapokal.
Im Sommer 1973 gehörte er der bundesdeutschen Kadettennationalmannschaft an, mit der Burmeister an der Europameisterschaft dieser Altersklasse teilnahm und im Verlauf des Turniers in Italien im Durchschnitt 4,7 Punkte verbuchte.